# 1998년 9월
| 1998년: 1월 · 2월 · 3월 · 4월 · 5월 · 6월 · 7월 · 8월 · 9월 · 10월 · 11월 · 12월 |

| <          | 1998년 9월  | 1998년 9월  | 1998년 9월 | 1998년 9월 | 1998년 9월 | >          |
| 일         | 월          | 화          | 수         | 목         | 금         | 토         |
|            |             | 1 7.11 신해 | 2 12 임자  | 3 13 계축  | 4 14 갑인  | 5 15 을묘  |
| 6 16 병진  | 7 17 정사   | 8 18 무오   | 9 19 기미  | 10 20 경신 | 11 21 신유 | 12 22 임술 |
| 13 23 계해 | 14 24 갑자  | 15 25 을축  | 16 26 병인 | 17 27 정묘 | 18 28 무진 | 19 29 기사 |
| 20 30 경오 | 21 8.1 신미 | 22 2 임신   | 23 3 계유  | 24 4 갑술  | 25 5 을해  | 26 6 병자  |
| 27 7 정축  | 28 8 무인   | 29 9 기묘   | 30 10 경진 |            |            |            |

| 편집하기 |

## 1998년9월 25일
- 대한민국과 일본이 한일어업협정 개정 교섭을 타결했다.

## 1998년9월 18일
- 인터넷 도메인 이름과 IP 주소를 할당하는 비영리 단체인 ICANN이 설립되다.